# Kippanen
Kippanen is een meer  in Zweden. Het meer ligt in de gemeente Kiruna in een uitgebreid moeras en is eigenlijk een verzamelplaats voor water dat via een klein riviertje vanuit het zuidoosten wordt aangevoerd en omliggende moerassen. Het meer watert naar het noorden af via de Kippasrivier.
Afwatering: meer Kippanen → Kippasrivier → Torne → Botnische Golf